# 大住清昭
大住 清昭（おおすみ きよあき、1943年〈昭和18年〉9月8日 - 2021年〈令和3年〉1月30日）は、日本の政治家。熊本県合志市長（1期）。

## 経歴
熊本県出身。熊本商科大学（現熊本学園大学）商学部卒。菊池郡西合志町議会議員を経て、2002年〈平成4年〉西合志町長に当選。
2006年〈平成18年〉西合志町は合志町と合併し、合志市が発足。合併後の市長選挙に立候補し、当選する。市長は1期務め、2010年〈平成22年〉の市長選挙に立候補し、再選を目指したが、元県議の荒木義行に敗れた。2021年〈令和3年〉に死去した。